# Respire (film, 2022)
Pour les articles homonymes, voir Respire.
Pour plus de détails, voir Fiche technique et Distribution.
Respire est un film québécois écrit et réalisé par Onur Karaman sorti en 2022.

## Synopsis
Les destins croisés tissés de vicissitudes dans la vie d’hommes et de femmes aux prises avec des précarités socio-économiques et des tensions interethniques au Québec. 

## Fiche technique
Source : IMDb et Films du Québec
- Titre original : Respire
- Réalisation : Onur Karaman
- Scénario : Onur Karaman
- Direction artistique : Paskale Jobin
- Costumes : Mélanie Garcia
- Photographie : Simon Lamarre-Ledoux
- Supervision musicale : Frédéric « Paco » Monnier
- Montage image : Onur Karaman
- Production : Onur Karaman et Patrick Bilodeau
- Société de production : UGO Média, Karaman Productions
- Société de distribution K-Films Amérique (Canada)
- Pays d’origine : Canada
- Langue : français
- Format : Couleur — Format d’image, Format — Son 5.1
- Genre : drame
- Durée : 90 minutes
- Date de sortie :
  - Canada : 7 novembre 2022 (première au Festival de films francophones Cinemania)[2]
  - Canada : 27 janvier 2023 (sortie en salle au Québec)

## Distribution
- Frédéric Lemay : Max
- Amedamine Ouerghi : Fouad
- Roger Léger : Gilles
- Mohammed Marouazi : Atif
- Houda Rihani : Rachida
- Marie Charlebois : Maryse
- Guillaume Laurin : Jérémie
- Claudia Bouvette : Josée

## Festivals
Respire fait partie de la sélection officielle du Festival de films francophones Cinemania 2022.